# Hans Jürgen Wendel
Hans Jürgen Wendel (* 16. Januar 1953 in Ludwigshafen am Rhein) ist ein deutscher Philosoph.

## Leben
Wendel studierte 1977 bis 1982 Sozialwissenschaften und Philosophie an der FU Berlin und an der Universität Mannheim, 1982 bis 1985 als Promotionsstipendiat der Studienstiftung des Deutschen Volkes. 1985 bis 1990 war er wiss. Assistent in Mannheim. 1986 erfolgte die Promotion und 1989 die Habilitation in Mannheim. Es folgten 1990 bis 1992 Lehrtätigkeiten an der Universität Kiel und der Humboldt-Universität Berlin. Von 1992 bis 2018 war er Professor für Philosophie (Schwerpunkt Formale Philosophie) an der Universität Rostock, zwischen 2002 und 2006 war er dort auch Rektor.
Zeitweise war er Landesvorsitzender des Deutschen Hochschulverbandes und Präsident der Gesellschaft für Neue Phänomenologie, Mitherausgeber von LOGOS (Zeitschrift für systematische Philosophie) und Geschäftsführender Herausgeber der Kritischen Gesamtausgabe der Schriften von Moritz Schlick. Seit 2001 ist er Mitglied der Friedrich-und-Irmgard-Harms-Stiftung. 2006 wurde er Ehrendoktor der Universität Cluj (Rumänien) und der Universität Oradea (Rumänien). 2012 erhielt er das Österreichische Ehrenkreuz für Wissenschaft und Kunst Erster Klasse für das Moritz-Schlick-Projekt. Bis 2017 war Wendel CDU-Mitglied.
Im April 2021 erklärte Wendel, dass er seit Ende 2020 Mitglied der AfD sei. In einem Interview mit der Ostseezeitung sagte er, dass er viele Themen der AfD befürworte. Er hätte seit der Migrationswelle und den offenen Grenzen vor einigen Jahren „Zweifel am Rechtsstaat“. Ebenso störe er sich an einer „chaotischen Klimapolitik“.

## Werke (Auswahl)
- Benennung, Sinn, Notwendigkeit. 1986.
- Moderner Relativismus. 1990.
- Die Grenzen des Naturalismus. 1997.
- zusammen mit Volker Gadenne (Hrsg.): Rationalität und Kritik. 1996.